# Volleyballclub Galina (femminile)
Il Volleyballclub Galina è una società di pallavolo femminile liechtensteiniana, con sede a Schaan: milita nel campionato svizzero di Lega Nazionale A.

## Storia
Il Volleyballclub Galina viene fondato nel 1974. Affiliato alla Swiss Volley, raggiunge la massima divisione svizzera nel 2017, esordendovi nel campionato 2017-18.

## Rosa 2017-2018
| N° | Nome                      | Ruolo | Data di nascita  | Nazionalità sportiva |
| -- | ------------------------- | ----- | ---------------- | -------------------- |
| 1  | Jekaterina Stepanova      | S/O   | 19 marzo 1989    | Lettonia             |
| 2  | Loredana Cantoni          | P     | 26 agosto 1999   | Svizzera             |
| 3  | Eveliina Koljonen         | P     | 23 ottobre 1989  | Finlandia            |
| 4  | Kathia Bigger             | C     | 30 gennaio 1975  | Liechtenstein        |
| 6  | Romina Schnyder           | L     | 12 novembre 1999 | Svizzera             |
| 7  | Michelle Degiacomi        | S     | 8 dicembre 1998  | Svizzera             |
| 8  | Monika Chrtianska         | S/O   | 18 novembre 1996 | Austria              |
| 9  | Jenelle Hudson            | P     | 25 giugno 1994   | Stati Uniti          |
| 10 | Michelle Meier            | P     | 12 ottobre 1999  | Svizzera             |
| 11 | Mariah Mandelbaum         | L     | 9 giugno 1989    | Stati Uniti          |
| 14 | Simona Härtner            | C     | 4 luglio 1999    | Svizzera             |
| 15 | Thelma Dögg Grétarsdóttir | S/O   | 1º ottobre 1997  | Islanda              |
| 16 | Nuria Lopes               | S     | 26 dicembre 1991 | Portogallo           |
| 18 | Karla Klarić              | S     | 5 settembre 1994 | Croazia              |
| 20 | Annelien Alons            | C     | 25 ottobre 1988  | Paesi Bassi          |